# Zoldo Alto
Zoldo Alto este o comună din provincia Belluno, regiunea Veneto, Italia, cu o populație de  locuitori () și o suprafață de 61,8 km².

## Demografie
Zoldo Alto - evoluția demografică

|  | Graficele sunt indisponibile din cauza unor probleme tehnice. Mai multe informații se găsesc la Phabricator și la wiki-ul MediaWiki. |

Date: Recensăminte sau birourile de statistică - grafică realizată de Wikipedia